# Damernas 10 km vid världsmästerskapen i nordisk skidsport 2011
Damernas 10 km vid VM i längdskidåkning 2011 hölls den 28 februari 2011 i Holmenkollen, Norge. 
Loppet gick i klassisk stil. Tävlingen startade 13:00 lokal tid (CET). 
Guldmedaljör blev Marit Bjørgen, Norge.

## Bana
Åkarna kör en enda tiokilometersslinga, vars höjdskillnad är 109 m.

## Tidigare världsmästare i 10 km
| År   | Ort           | Stil | Mästare             |
| ---- | ------------- | ---- | ------------------- |
| 2001 | Lahtis        | k    | Bente Skari         |
| 2003 | Val di Fiemme | k    | Bente Skari         |
| 2005 | Oberstdorf    | f    | Kateřina Neumannová |
| 2007 | Sapporo       | f    | Kateřina Neumannová |
| 2009 | Liberec       | k    | Aino-Kaisa Saarinen |

## Resultat
| Placering | Startnr. | Namn                        | Land      | Tid     |
| --------- | -------- | --------------------------- | --------- | ------- |
| 1         | 66       | Marit Björgen               | Norge     | 27:39.3 |
| 2         | 67       | Justyna Kowalczyk           | Polen     | 27:43.4 |
| 3         | 62       | Aino-Kaisa Saarinen         | Finland   | 27:49.0 |
| 4         | 64       | Therese Johaug              | Norge     | 28:03.0 |
| 5         | 59       | Krista Lähteenmäki          | Finland   | 28:03.2 |
| 6         | 42       | Pirjo Muranen               | Finland   | 28:06.1 |
| 7         | 65       | Marianna Longa              | Italien   | 28:08.2 |
| 8         | 46       | Kerttu Niskanen             | Finland   | 28:29.0 |
| 9         | 55       | Vibeke Skofterud            | Norge     | 28:40.2 |
| 10        | 53       | Kristin Störmer Steira      | Norge     | 28:42.9 |
| 11        | 63       | Charlotte Kalla             | Sverige   | 28:46.7 |
| 12        | 57       | Julia Tjekaleva             | Ryssland  | 28:51.8 |
| 13        | 58       | Petra Majdic                | Slovenien | 28:55.7 |
| 14        | 60       | Anna Haag                   | Sverige   | 29:00.1 |
| 15        | 40       | Katerina Smutna             | Österrike | 29:08.8 |
| 16        | 54       | Valentyna Sjevtjenko        | Ukraina   | 29:09.4 |
| 17        | 52       | Masako Ishida               | Japan     | 29:12.9 |
| 18        | 61       | Riitta-Liisa Roponen        | Finland   | 29:22.9 |
| 19        | 45       | Alija Iksanova              | Ryssland  | 29:27.7 |
| 20        | 39       | Jelena Kolomina             | Kazakstan | 29:31.6 |
| 21        | 47       | Valentina Novikova          | Ryssland  | 29:36.8 |
| 22        | 56       | Katrin Zeller               | Tyskland  | 29:36.9 |
| 23        | 50       | Laure Barthelemy            | Frankrike | 29:46.1 |
| 24        | 43       | Svetlana Malahova-Sjisjkina | Kazakstan | 29:49.3 |
| 25        | 35       | Sara Lindborg               | Sverige   | 29:52.1 |
| 26        | 36       | Svetlana Nikolajeva         | Ryssland  | 29:52.3 |
| 27        | 37       | Holly Brooks                | USA       | 29:54.2 |
| 28        | 48       | Ida Ingemarsdotter          | Sverige   | 30:02.1 |
| 29        | 26       | Sadie Bjornsen              | USA       | 30:06.8 |
| 30        | 33       | Alena Sannikova             | Belarus   | 30:14.4 |